# Sturzflug

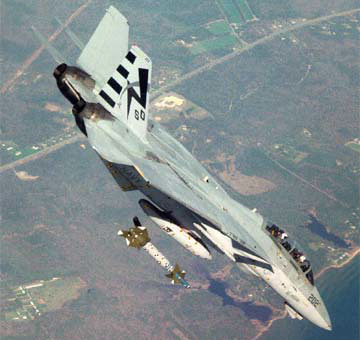
Eine Grumman F-14A Tomcat wirft im Sturzflug eine lasergelenkte Bombe ab

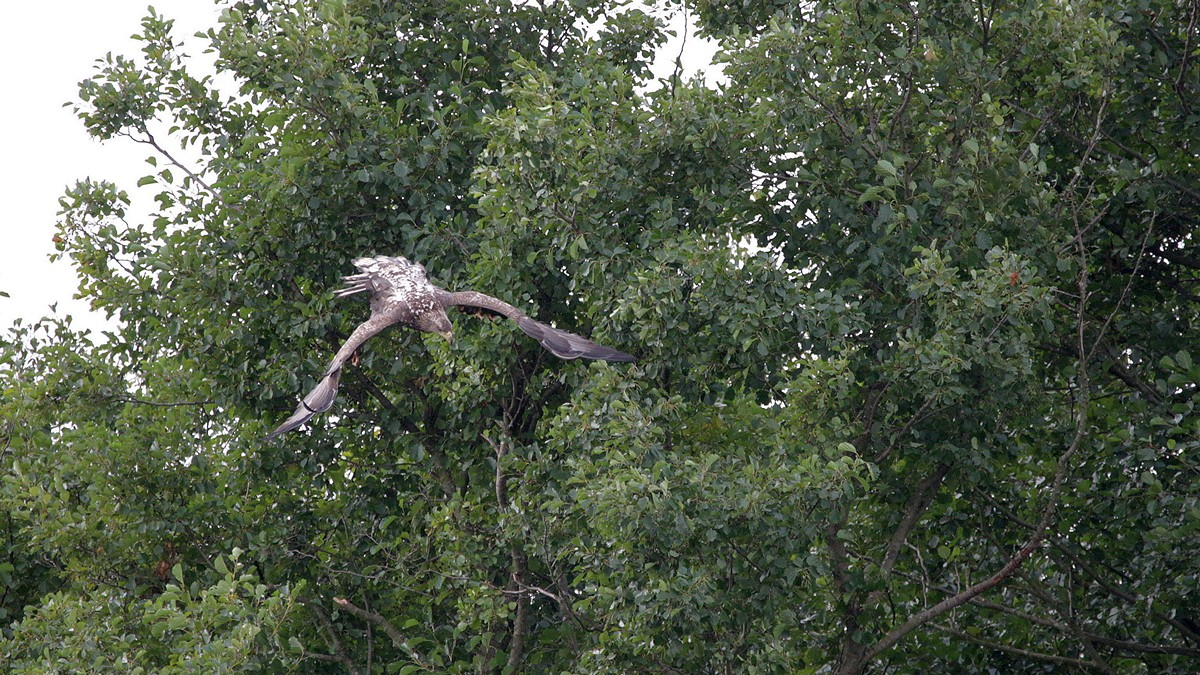
Seeadler im Sturzflug auf Beute

Der Sturzflug (im engl. auch Nosedive genannt) ist ein Flugmanöver zur schnellen Verringerung der Flughöhe. Es kann von Vögeln, Fledertieren, Fluginsekten oder Luftfahrzeugen, die nach dem Schwerer-als-Luft-Prinzip fliegen (Flugzeug und Hubschrauber) durchgeführt werden. Ein Sturzflug wird durch hohe Geschwindigkeit und meist durch eine im Verlauf des Sturzfluges stark zunehmende Fluggeschwindigkeit charakterisiert. Er ist somit ein Extremfall des Sinkflugs.
Eine Verringerung der Flughöhe bei gleich oder annähernd gleich bleibender Geschwindigkeit wird als Sinkflug bezeichnet. Bei sehr großem Luftwiderstand, der durch Sturzflugbremsen (Luftbremse) auch absichtlich erzeugt werden kann, mündet ein Sturzflugmanöver bei Erreichen der Endgeschwindigkeit in einen Sinkflug.
Bei Vögeln ist der Sturzflug häufig Element der normalen Fortbewegung, kann aber auch Bestandteil von Balz, Kampf und Jagd (z. B. bei Greifvögeln) sein.
Um einem entgegenkommenden Flugzeug zu entkommen, weichen Vögel nach unten im Sturzflug aus, da sie so wesentlich schneller die Höhe ändern können als im Steigflug. Diese Flugart wird vor allem bei Wanderfalken häufig gesehen. Um Vogelschlag zu vermeiden, sollte der Pilot eines Flugzeugs (wenn die Reaktionszeit noch reicht) deshalb Vögeln nach oben oder zur Seite ausweichen – und nicht nach unten.
Bei Flugzeugen ist der Sturzflug ein Manöver des Kunstflugs, aber auch des Luftkampfs und des Bodenangriffs. Im Zweiten Weltkrieg wurden durch die Verwendung von Sturzflugbremsen speziell für den Sturzflug ausgerüstete Flugzeuge (Sturzkampfflugzeuge) für die Durchführung von Angriffen auf Punktziele eingesetzt. Bei Hubschraubern ist der Sturzflug außerdem Bestandteil des für Notlandungen aufgrund von Motorausfällen verwendeten Manövers der Autorotation.
Bei einer plötzlichen Dekompression der Druckkabine z. B. bei Verkehrsflugzeugen muss ein Notabstieg (englisch: emergency descent) auf 10.000 ft (3.048 m) erfolgen. Hierbei handelt es sich jedoch nicht um einen Sturzflug, sondern um einen kontrollierten steilen Sinkflug, dessen Bahnneigungswinkel geringer ist. Die maximal zulässige Fluggeschwindigkeit darf dabei nicht überschritten werden. Zur Reduzierung der Sinkgeschwindigkeit können die Luftbremsen und bis zu einer gewissen Geschwindigkeit auch das Fahrwerk ausgefahren werden. Die Flugsicherung ist über den plötzlichen Höhenwechsel und den Notfall zu informieren. Wenn kein Kontakt zur Flugsicherung zustande kommt, dann ist im Sinkflug der Kurs um  90° nach rechts zu ändern, um die Luftstraße zu verlassen und keine anderen Flugzeuge zu gefährden.